# Даніель Субейран
Даніель Субейран (фр. Daniel Soubeyran, 11 серпня 1875 — 8 лютого 1959) — французький академічний веслувальник.
Срібний призер Олімпійських Ігор 1900 року в складі розпашної четвірки зі стерновим.